# Thomas Johanson
Thomas Mark Mikael Johanson  (ur. 3 czerwca 1969) – fiński żeglarz sportowy. Złoty medalista olimpijski z Sydney.
Triumfował w klasie 49er. Załogę jachtu tworzył również Jyrki Järvi. Igrzyska w 2000 były jego drugą olimpiadą. W 1996 startował w Laserze (ósme miejsce). W 2004 w 49er partnerował mu Jukka Piirainen (ósme miejsce).